# 大鳞鲢
大鳞鲢（学名：Hypophthalmichthys harmandi）为輻鰭魚綱鯉形目鯝科鲢属的鱼类，又称大鳞白鲢。该物种于1884年由亨利·埃米爾·瑟維吉描述及命名，主要分布于越南以及海南岛等。本魚體延長且側扁，背部隆起較高，腹部扁薄，頭部中等大，頭長較體高為小，口寬大，端位，口裂稍向上傾斜，無觸鬚，體被圓鱗，側線明顯，前段廣弧形下彎，後部伸達尾柄中軸，尾鰭深分叉，體長可達54.5公分，棲息在河川底中層水域，生活習性不明，可做為食用魚。

## 扩展阅读
維基物種上的相關：大鳞鲢